# Bouhans-lès-Lure
Bouhans-lès-Lure est une commune française située dans le département de la Haute-Saône, la région culturelle et historique de Franche-Comté et la région administrative Bourgogne-Franche-Comté.

## Géographie
Le village est installé sur des plaines vallonnées au nord-ouest de Lure.

### Communes limitrophes
| Adelans-et-le-Val-de-Bithaine |                  | Quers         |
|                               | Bouhans-lès-Lure | Lure          |
| Amblans-et-Velotte            |                  | Magny-Vernois |

### Géologie
Le territoire communal repose sur le bassin houiller stéphanien sous-vosgien.

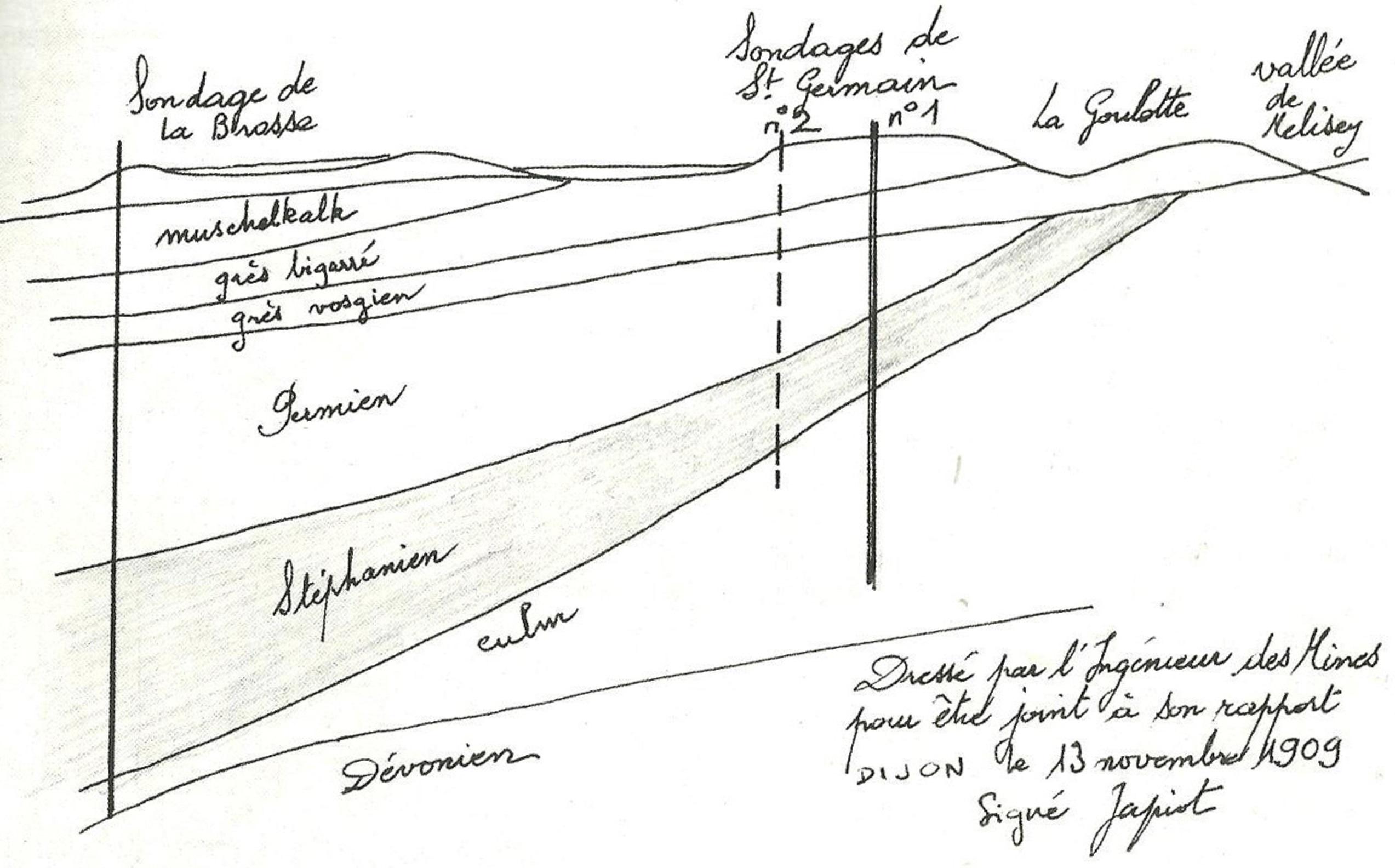
Coupe géologique du bassin stéphanien de Bouhans-lès-Lure.
La formation du gisement houiller stéphanien du secteur de Lure.

### Climat
Pour des articles plus généraux, voir Climat de la Bourgogne-Franche-Comté et Climat de la Haute-Saône.
En 2010, le climat de la commune est de type climat des marges montargnardes, selon une étude du Centre national de la recherche scientifique s'appuyant sur une série de données couvrant la période 1971-2000. En 2020, Météo-France publie une typologie des climats de la France métropolitaine dans laquelle la commune est exposée à un climat semi-continental et est dans la région climatique  Lorraine, plateau de Langres, Morvan, caractérisée par un hiver rude (1,5 °C), des vents modérés et des brouillards fréquents en automne et hiver. 
Pour la période 1971-2000, la température annuelle moyenne est de 10 °C, avec une amplitude thermique annuelle de 17,3 °C. Le cumul annuel moyen de précipitations est de 1 138 mm, avec 13,2 jours de précipitations en janvier et 10,4 jours en juillet. Pour la période 1991-2020, la température moyenne annuelle observée sur la station météorologique de Météo-France la plus proche, « Saulx-de-Vesoul », sur la commune de Saulx à 11 km à vol d'oiseau, est de 10,9 °C et le cumul annuel moyen de précipitations est de 1 066,3 mm. 
La température maximale relevée sur cette station est de 39,5 °C, atteinte le 25 juillet 2019 ; la température minimale est de −21 °C, atteinte le 13 janvier 1987,,. 
Les paramètres climatiques de la commune ont été estimés pour le milieu du siècle (2041-2070) selon différents scénarios d'émission de gaz à effet de serre à partir des nouvelles projections climatiques de référence DRIAS-2020. Ils sont consultables sur un site dédié publié par Météo-France en novembre 2022.

## Urbanisme

### Typologie
Au 1er janvier 2024, Bouhans-lès-Lure est catégorisée commune rurale à habitat dispersé, selon la nouvelle grille communale de densité à sept niveaux définie par l'Insee en 2022.
Elle est située hors unité urbaine. Par ailleurs la commune fait partie de l'aire d'attraction de Lure, dont elle est une commune de la couronne,. Cette aire, qui regroupe 33 communes, est catégorisée dans les aires de moins de 50 000 habitants,.

### Occupation des sols
L'occupation des sols de la commune, telle qu'elle ressort de la base de données européenne d’occupation biophysique des sols Corine Land Cover (CLC), est marquée par l'importance des territoires agricoles (49,4 % en 2018), une proportion sensiblement équivalente à celle de 1990 (49,3 %). La répartition détaillée en 2018 est la suivante : 
forêts (42,3 %), prairies (32,2 %), zones agricoles hétérogènes (14,7 %), zones urbanisées (4,2 %), milieux à végétation arbustive et/ou herbacée (3,3 %), terres arables (2,5 %), zones industrielles ou commerciales et réseaux de communication (0,9 %). L'évolution de l’occupation des sols de la commune et de ses infrastructures peut être observée sur les différentes représentations cartographiques du territoire : la carte de Cassini (XVIIIe siècle), la carte d'état-major (1820-1866) et les cartes ou photos aériennes de l'IGN pour la période actuelle (1950 à aujourd'hui).

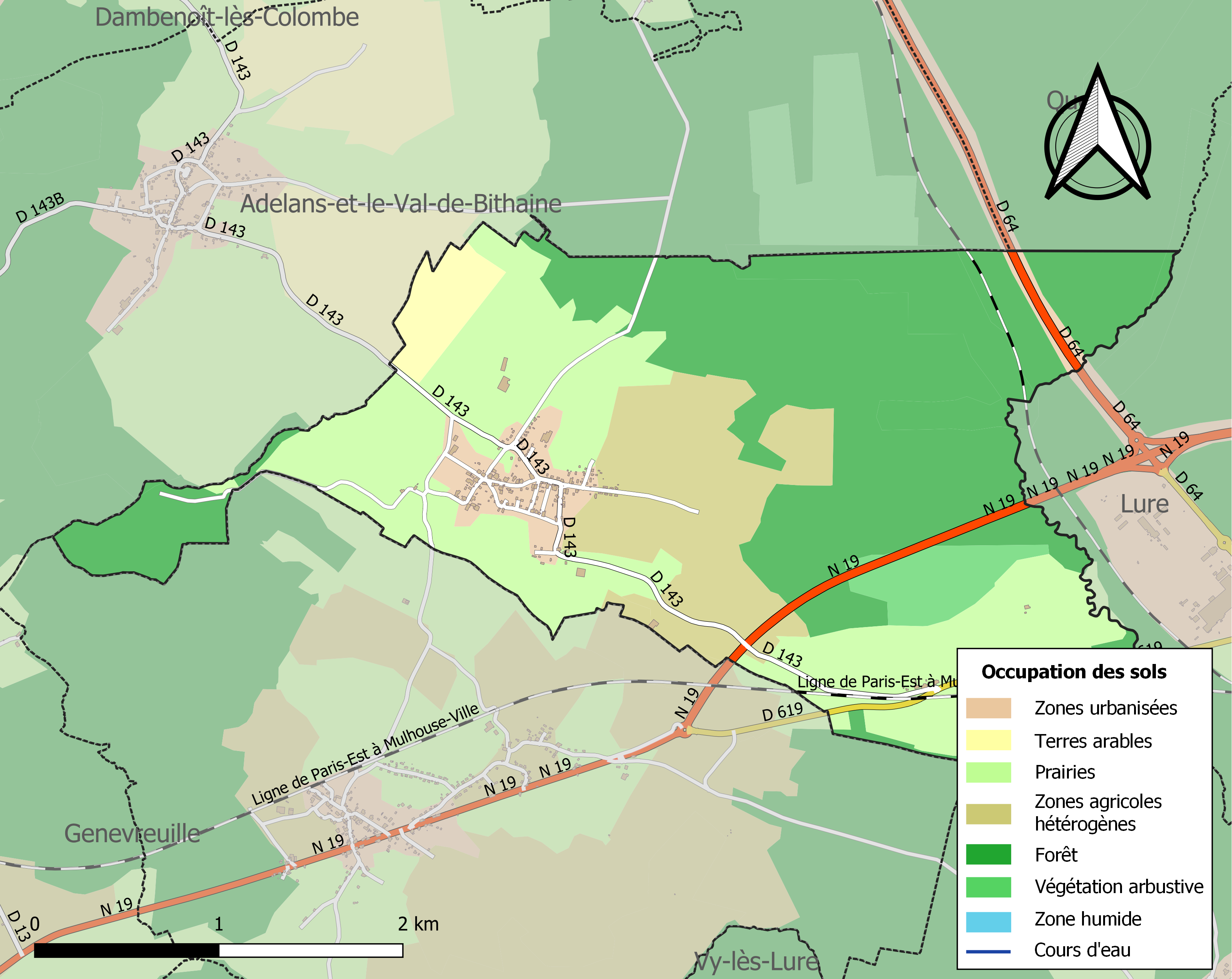
Carte des infrastructures et de l'occupation des sols de la commune en 2018 (CLC).

## Histoire

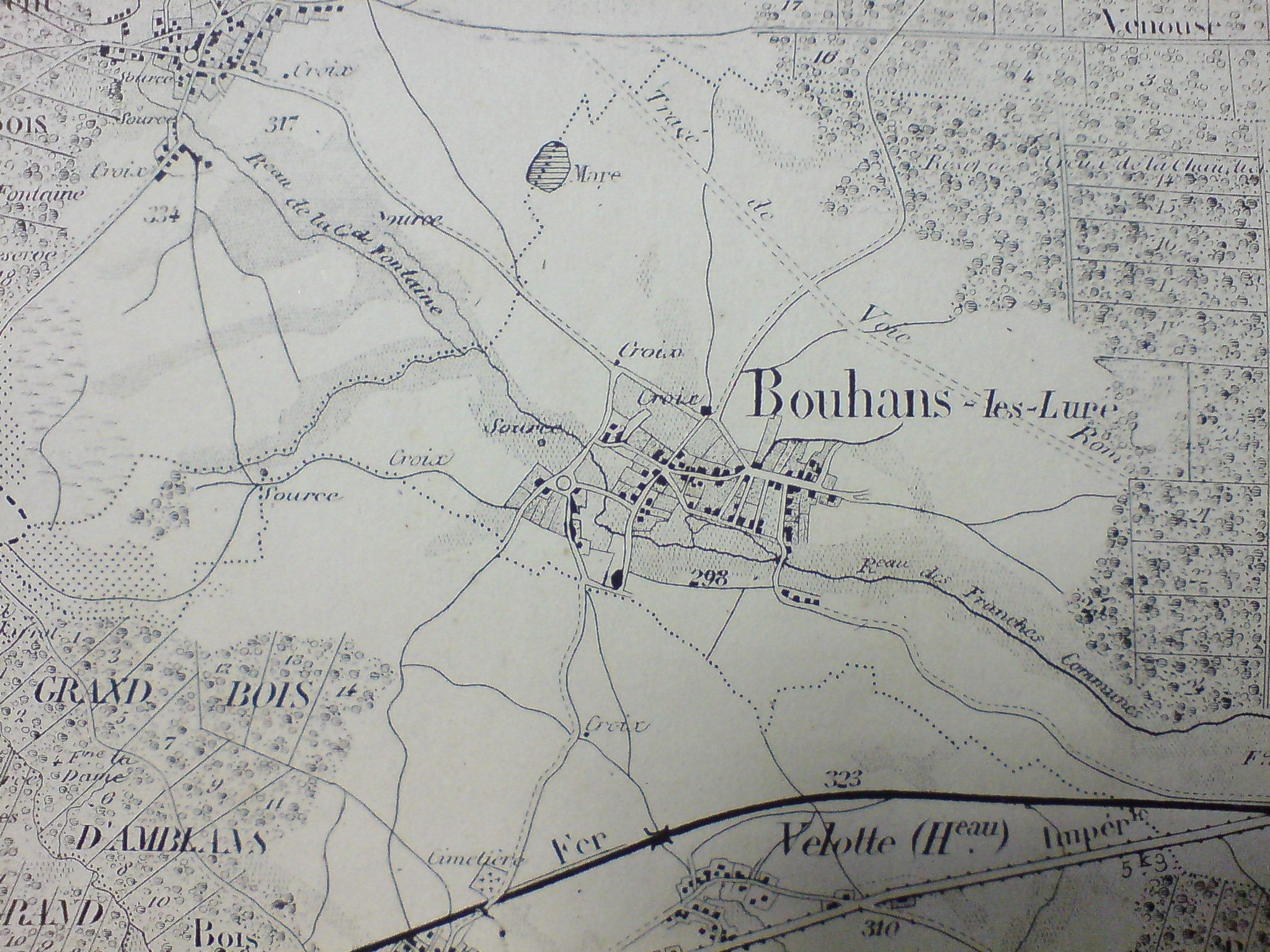
Carte du préfet Dieu, 1858.

Après la découverte du gisement de houille dans le secteur, le territoire communal est intégré en juin 1914 dans la concession de Saint-Germain, d'une superficie de 5 308 ha. Aucun chantier d'exploitation n'a lieu, retardé par les guerres mondiales, les crises du charbon et l'incertitude d'une rentabilité.

## Politique et administration

### Rattachements administratifs et électoraux
La commune fait partie de l'arrondissement de Lure du département de la Haute-Saône,  en région Bourgogne-Franche-Comté. Pour l'élection des députés, elle dépend de la deuxième circonscription de la Haute-Saône.
La commune faisait partie depuis 1805 du canton de Lure, puis, à la suite de sa division, du canton de Lure-Nord en 1985. Dans le cadre du redécoupage cantonal de 2014 en France, la commune est rattachée du canton de Lure-1.

### Intercommunalité
La commune était membre de la communauté de communes des Franches-Communes, créée le 31 décembre 2001 et qui regroupait 14 communes et environ 4 200 habitants.
Dans le cadre des dispositions de la loi du 16 décembre 2010 de réforme des collectivités territoriales, qui prévoit toutefois d'achever et de rationaliser le dispositif intercommunal en France, et notamment d'intégrer la quasi-totalité des communes françaises dans des EPCI à fiscalité propre dont la population soit normalement supérieure à 5 000 habitants, le schéma départemental de coopération intercommunale de 2011 a prévu la fusion des communautés de communes : 
- du Pays de Saulx,  
- des grands bois 
- des Franches Communes (sauf  Amblans et Genevreuille), 
et en y rajoutant la commune isolée de Velorcey, afin de former une nouvelle structure regroupant 42 communes et environ 11 200 habitants.
Cette fusion est effective depuis le 1er janvier 2014 et a permis la création, à la place des intercommunalités supprimées, de  la Communauté de communes du Triangle Vert.

### Liste des maires

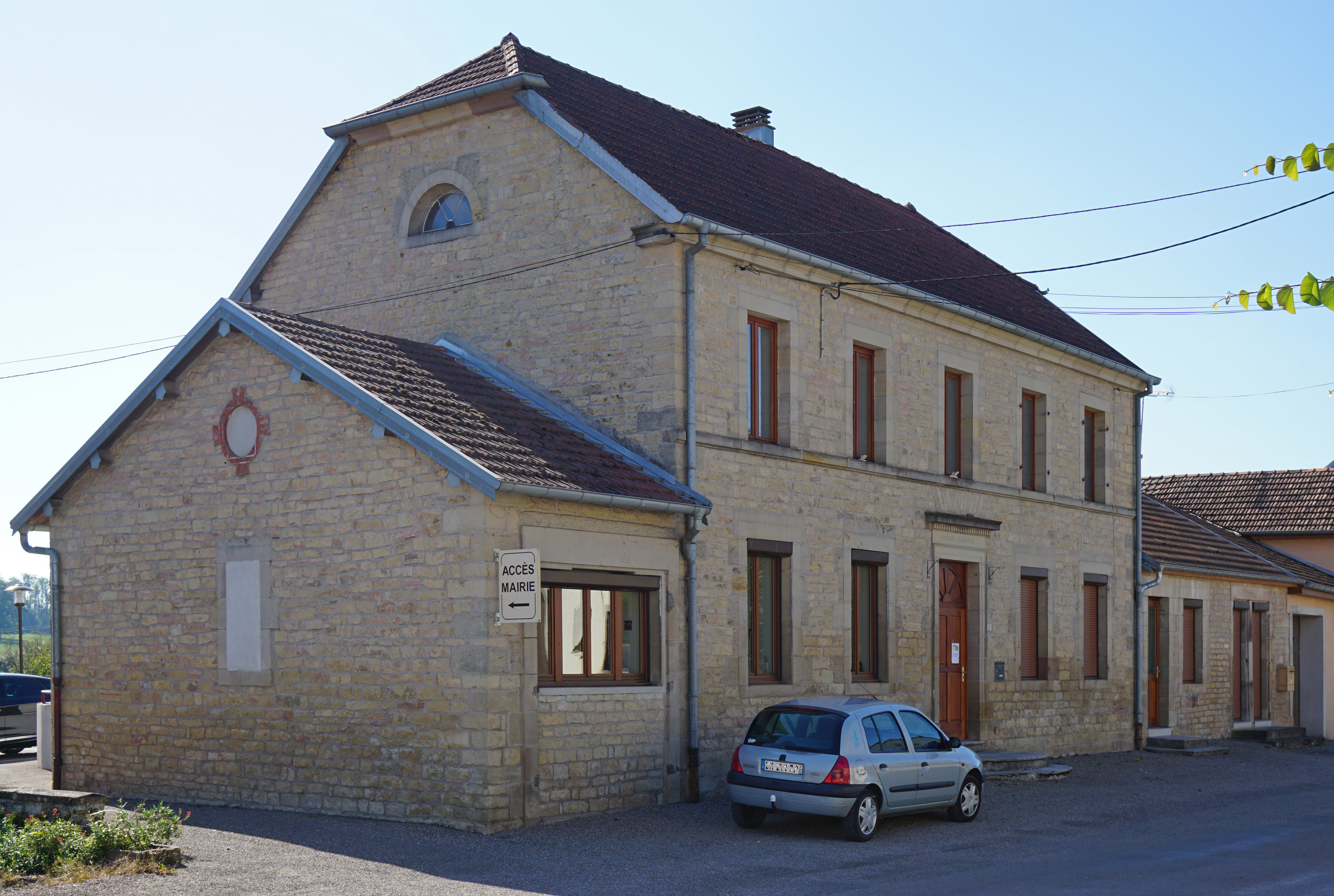
La mairie.

| Période                                  | Période                       | Identité      | Étiquette | Qualité                                                |
| ---------------------------------------- | ----------------------------- | ------------- | --------- | ------------------------------------------------------ |
| Les données manquantes sont à compléter. |                               |               |           |                                                        |
| 1989 ou avant                            | 2001                          | Pierre Perrin |           |                                                        |
| mars 2001                                | En cours (au 31 juillet 2016) | Éric Frechin  |           | Collaborateur comptable Réélu pour le mandat 2014-2020 |

## Démographie
En 2022, Bouhans-lès-Lure comptait 273 habitants. À partir du XXIe siècle, les recensements réels des communes de moins de 10 000 habitants ont lieu tous les cinq ans. Les autres « recensements » sont des estimations.
| 1793 | 1800 | 1806 | 1821 | 1831 | 1836 | 1841 | 1846 | 1851 |
| ---- | ---- | ---- | ---- | ---- | ---- | ---- | ---- | ---- |
| 407  | 440  | 459  | 524  | 533  | 544  | 481  | 472  | 464  |

| 1856 | 1861 | 1866 | 1872 | 1876 | 1881 | 1886 | 1891 | 1896 |
| ---- | ---- | ---- | ---- | ---- | ---- | ---- | ---- | ---- |
| 349  | 325  | 355  | 346  | 333  | 297  | 295  | 282  | 275  |

| 1901 | 1906 | 1911 | 1921 | 1926 | 1931 | 1936 | 1946 | 1954 |
| ---- | ---- | ---- | ---- | ---- | ---- | ---- | ---- | ---- |
| 274  | 279  | 257  | 222  | 223  | 220  | 192  | 186  | 182  |

| 1962 | 1968 | 1975 | 1982 | 1990 | 1999 | 2006 | 2011 | 2016 |
| ---- | ---- | ---- | ---- | ---- | ---- | ---- | ---- | ---- |
| 191  | 181  | 163  | 216  | 201  | 212  | 268  | 322  | 322  |

| 2021 | 2022 | - | - | - | - | - | - | - |
| ---- | ---- | - | - | - | - | - | - | - |
| 290  | 273  | - | - | - | - | - | - | - |

## Économie
Bouhans-lès-Lure est un petit village qui n'a pour seule activité économique l'agriculture. On élève du bétail qu'on laisse dans les pâtures avoisinantes. Les champs sont utilisés pour la culture du maïs et du blé. Par ailleurs, on produit du foin. Depuis 2024, la Ferme du Vieux Moulin a ouvert ses portes, vendant du formage, des yahourts et des steaks-hachés.

## Culture locale et patrimoine

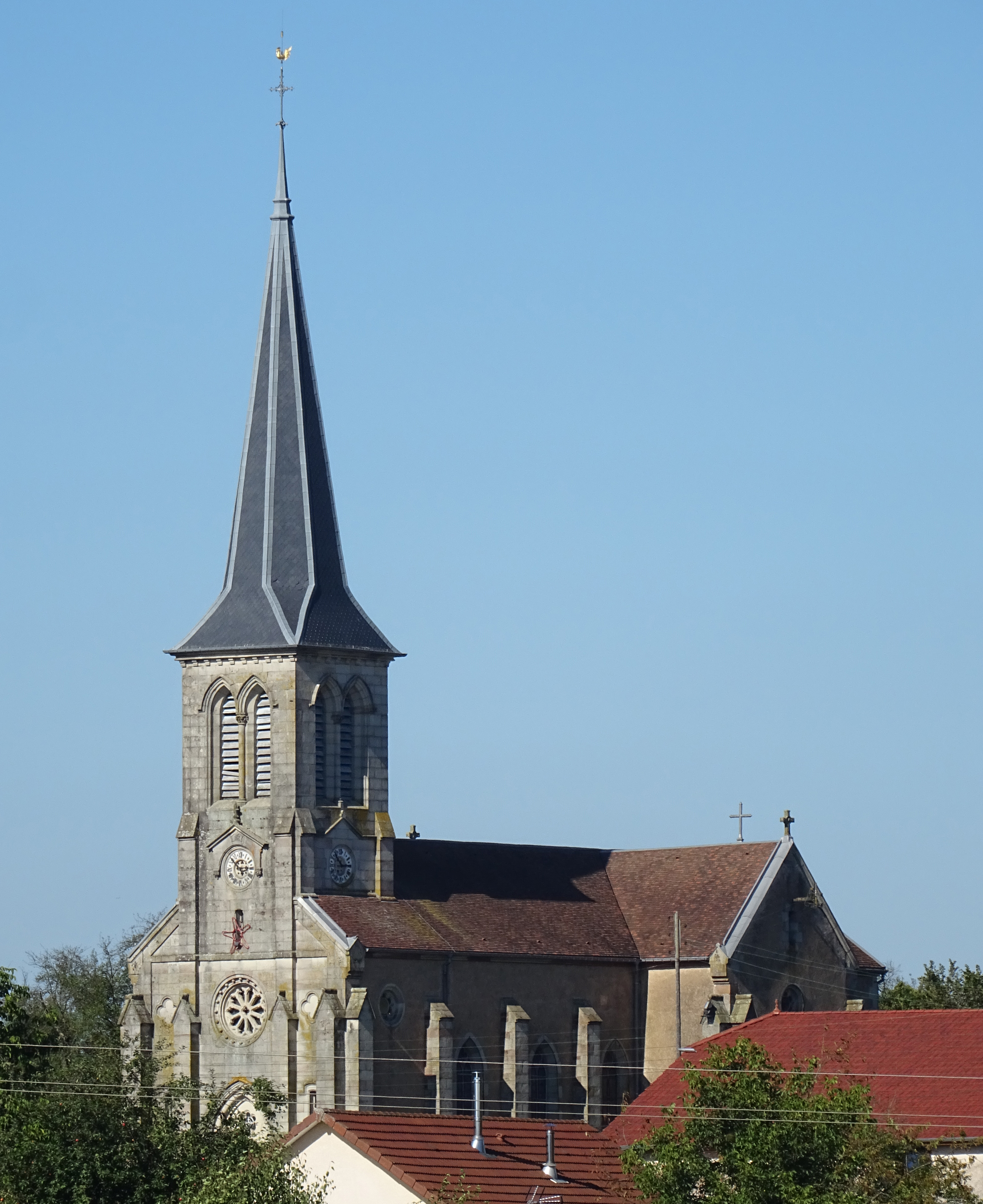
L'église.

### Lieux et monuments

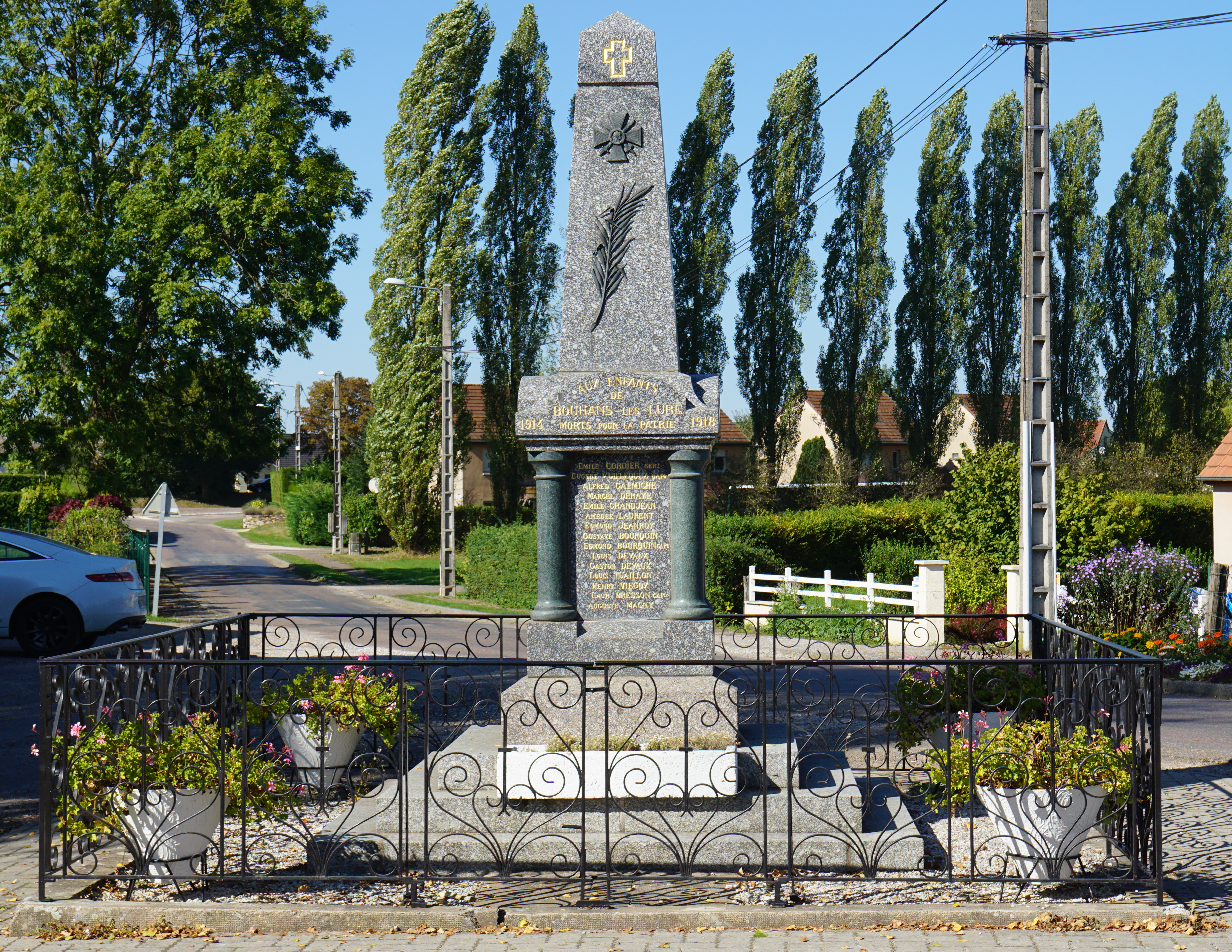
Monument aux morts.
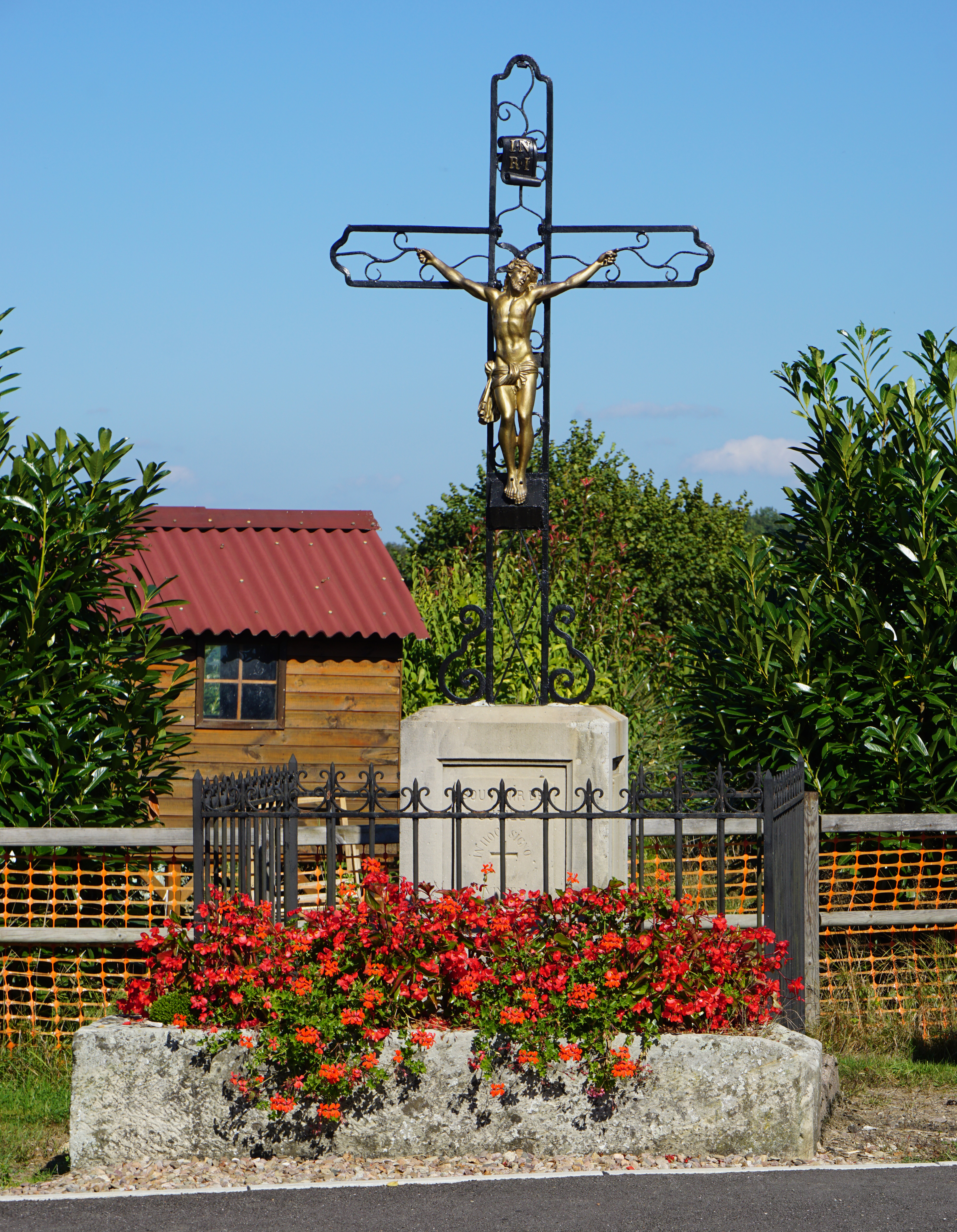
Calvaire.
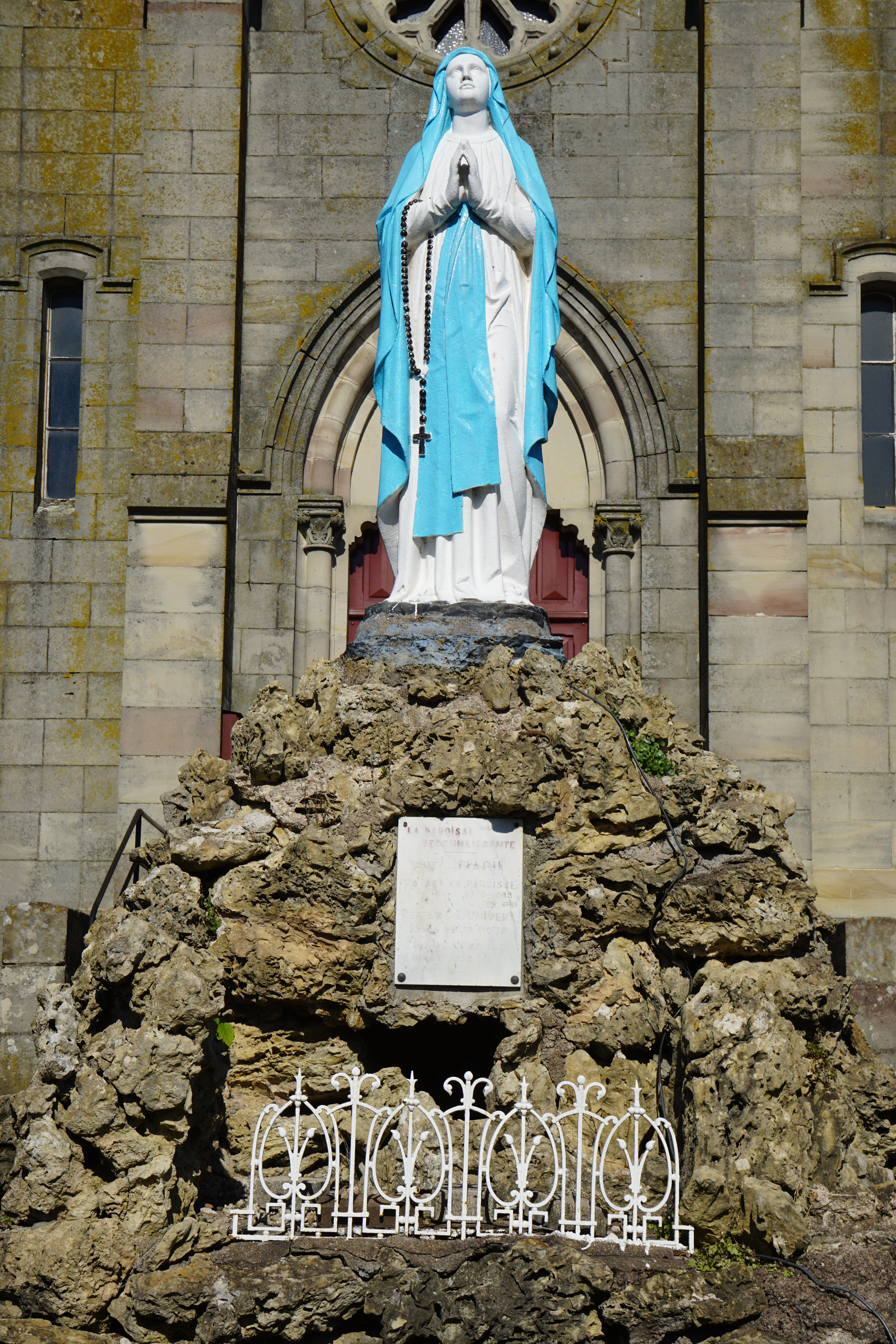
Statue de la Vierge.
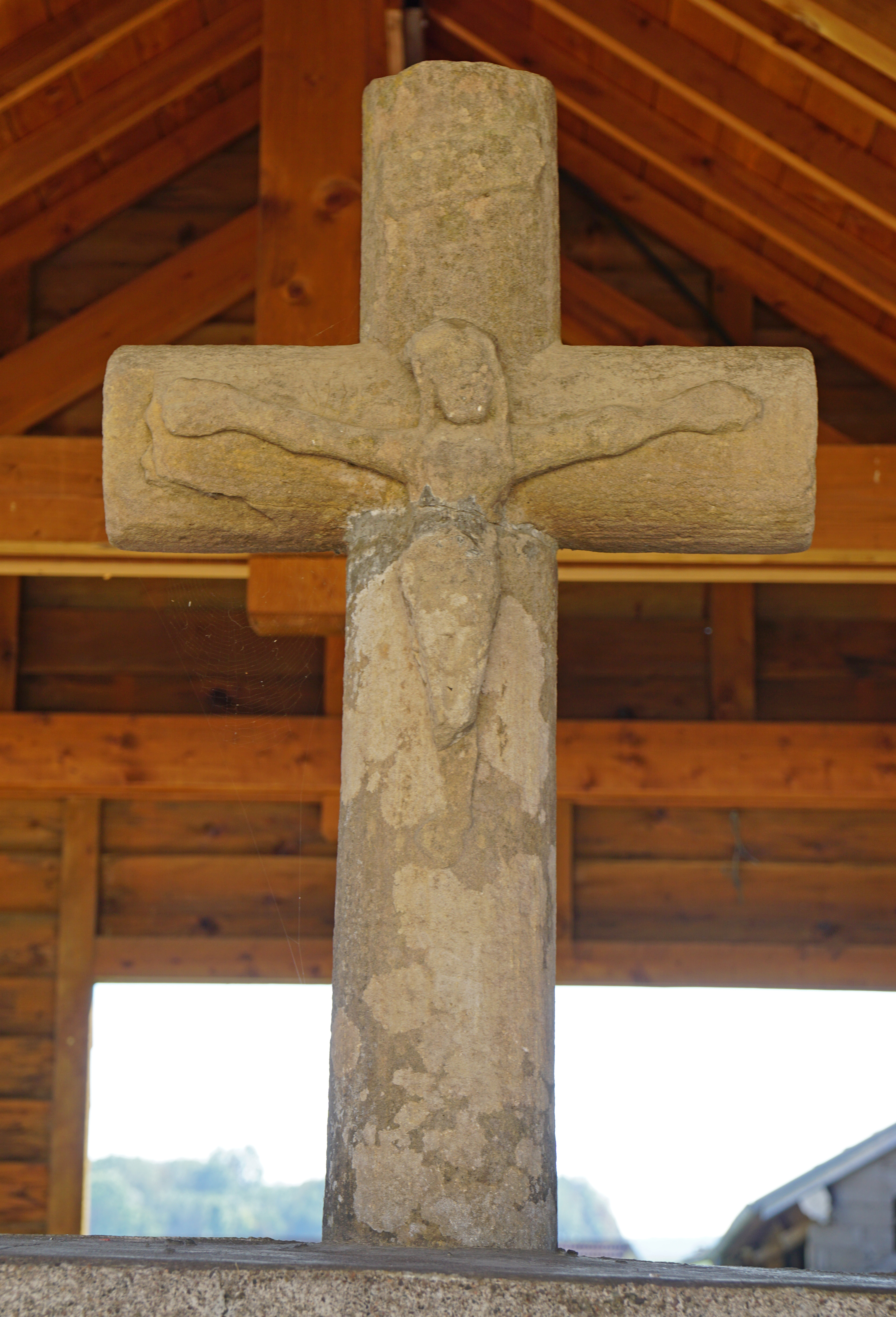
Croix.
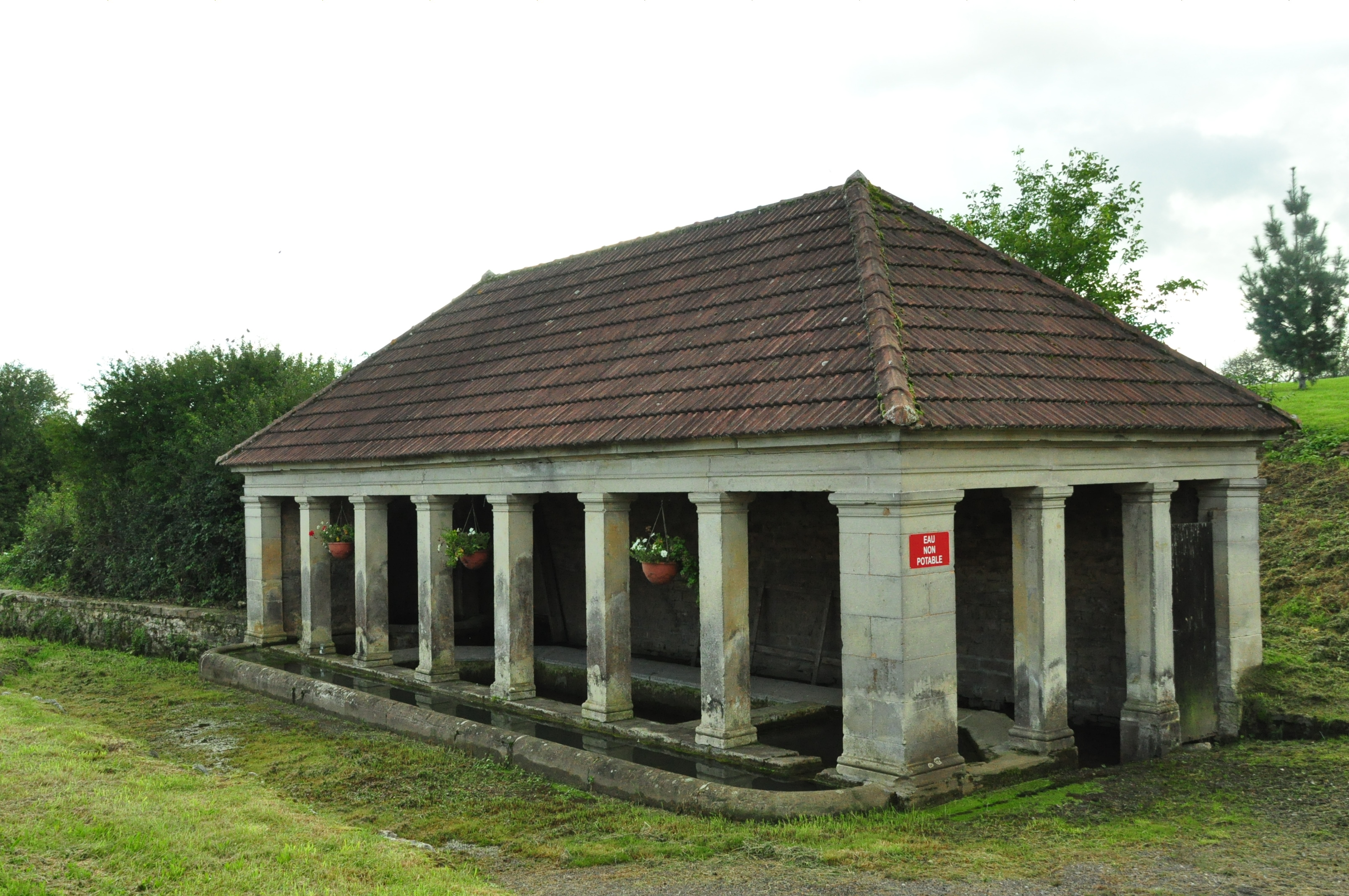
Lavoir.
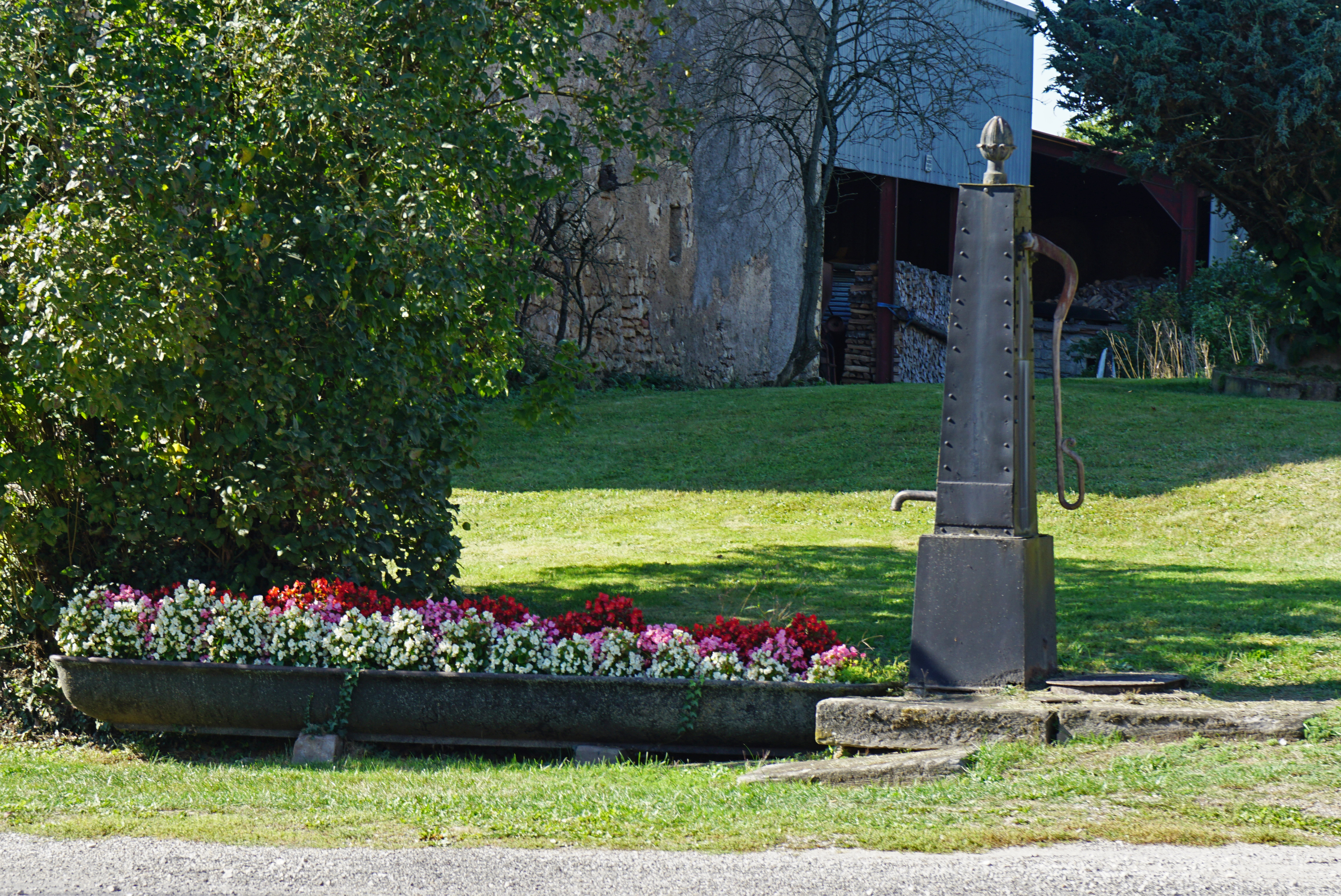
Fontaine.

## Héraldique
| Blason de Bouhans-les-Lure | Blason  | De sinople à une pile d'or chargée en son chef d'une merlette de gueules. |
| Blason de Bouhans-les-Lure | Détails | Le statut officiel du blason reste à déterminer.                          |